# Ghetto Bialystok
Das Ghetto Bialystok lag in der gleichnamigen polnischen Stadt Białystok der Woiwodschaft Podlachien. Nach der Besetzung der Stadt durch die deutsche Wehrmacht 1941 errichteten die Deutschen ein Zwangsghetto, das am 20. August 1943 aufgelöst wurde, nachdem die Gefangenen in den Tagen zuvor ermordet oder deportiert worden waren.

## Lage und Stadtgeschichte
Białystok liegt rund 180 km nordöstlich der polnischen Landeshauptstadt Warschau nahe an der belarussischen Grenze. Die Stadt blickt – wie die gesamte Region – auf eine wechselvolle Vergangenheit zurück: 1795 wurde sie preußisch, 1807 russisch, 1921 – nach dem Ersten Weltkrieg – polnisch, zu Beginn des Zweiten Weltkriegs aufgrund der Vereinbarungen im deutsch-sowjetischen Nichtangriffspakt wurde es von der Sowjetunion besetzt und der Belarussischen Sozialistischen Sowjetrepublik angegliedert; 1941 von der deutschen Wehrmacht besetzt und dem Bezirk Bialystok angegliedert.
Białystok war die osteuropäische Stadt mit dem höchsten Bevölkerungsanteil jüdischer Bürger (geschätzt auf über 60 Prozent). Eine 1931 durchgeführte Volkszählung ergab eine Bevölkerung von rund 91.000 Personen, von denen 43 Prozent, also fast 40.000 Menschen, jüdischer Abstammung waren. Bei Kriegsausbruch am 1. September 1939 war die jüdische Bevölkerung auf rund 50.000 Personen angewachsen.
Am 15. September 1939 eroberte die deutsche Wehrmacht die Stadt, die aber nach der sowjetischen Besetzung Ostpolens 1939 gemäß den Vereinbarungen im geheimen Zusatzprotokoll des deutsch-sowjetischen Nichtangriffspaktes für die folgenden 21 Monate Teil der sowjetischen Besatzungszone wurde. Nach dem deutschen Überfall auf die Sowjetunion wurde es vom deutschen Militär besetzt. Inzwischen war der jüdische Bevölkerungsanteil aufgrund des Flüchtlingszustroms auf mehr als 60.000 Personen angewachsen.

## Ghetto Bialystok
Historiker unterteilen die Geschichte des Ghettos in drei Perioden: Die Besetzung am 27. Juni bis zum 15. August 1941 unter Militärherrschaft, der anschließenden Zeit unter der zivilen Bezirksverwaltung bis November 1942 und unter Kontrolle von Gestapo und SS bis zur Auflösung des Ghettos im August 1943.

### Errichtung

Der Ghettobezirk

Der Tag der deutschen Besetzung – der 27. Juni 1941 – wurde in der jüdischen Gemeinde als „Roter Freitag“ bekannt. Das deutsche Polizeibataillon 309 unter Oberstleutnant Ernst Weis versammelte sich an der Großen Synagoge im jüdischen Viertel und trieb Einwohner in die Synagoge, um sie anschließend in Brand zu setzen. Mindestens 700 Menschen verbrannten bei lebendigem Leib, insgesamt kamen in den ersten zwei Wochen der deutschen Besatzung 4000 jüdische Einwohner durch Übergriffe oder Massenerschießungen unter anderem auf direkten Befehl von SS-Führer Himmler ums Leben, der die Stadt am 8. Juli 1941 besucht hatte.
Kurz nach der militärischen Besetzung wurde dem Rabbi Gedaliah Rosenmann und dem Vorsitzenden der Jüdischen Gemeinde, Efraim Barasz, befohlen, einen Judenrat aus zwölf Personen zu bilden. Am 1. August 1941 wurde das Ghetto auf zwei schmalen Gebieten beidseits des Flusses Biała errichtet, mit Holz- und Stacheldrahtzäunen abgeriegelt und rund 50.000 Juden dort eingewiesen. Jüdischer Grundbesitz außerhalb des Ghettos wurde enteignet, alle Juden im Alter von 15 bis 65 Jahren wurden zur Zwangsarbeit verpflichtet.

### Leben im Ghetto

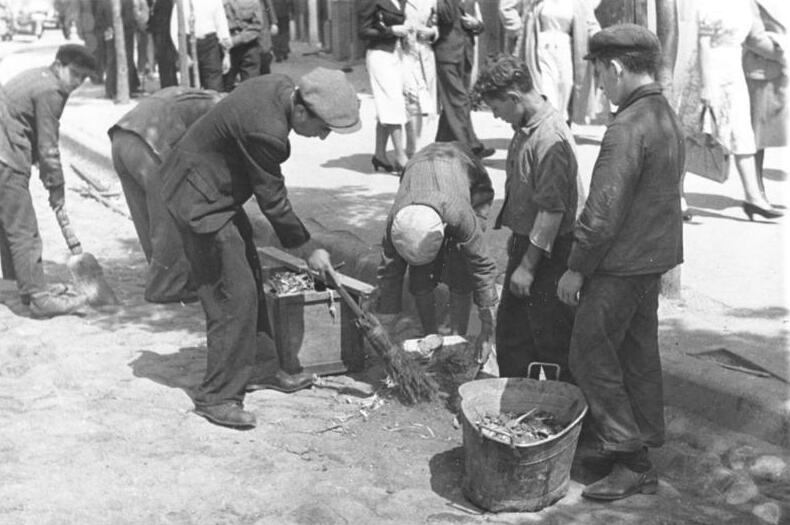
Juden im Ghetto Bialystok bei Straßenarbeiten (Juni 1941)

Wie auch in anderen Ghettos war der Raum für die Menge der Menschen bei weitem zu klein; zwei bis drei Familien mussten sich in der Regel ein einziges Zimmer teilen. Die Verpflegungszuteilung war unregelmäßig und unzureichend. Zur Versorgung war die Bevölkerung auf Lebensmittelschmuggel angewiesen. Sie versuchte auch innerhalb des Ghettos auf engstem Raum Obst- und Gemüsegärten anzulegen.
Das so genannte Ghetto Białystok entwickelte sich rasch zu einem „industriellen Zentrum“. Innerhalb seiner Grenzen befanden sich ungefähr zehn dem deutschen Industriellen Oskar Steffen gehörende Fabrikanlagen. Die meisten Einwohner wurden dort oder in anderen Werkstätten innerhalb des Ghettos zur Arbeit verpflichtet. Nur eine geringe Zahl war in anderen Arbeitsstätten außerhalb des Ghettos tätig.
Auch der Judenrat wurde zu einem wichtigen Arbeitgeber. Rund 2000 Menschen arbeiteten in Schulen, auf Krankenstationen, in Apotheken, dem Gericht und anderen Institutionen. Es wurde ein Jüdischer Ordnungsdienst eingerichtet, der aus 200 Männern und Frauen bestand.

### Widerstand
Im Verlauf des Jahres 1942 bildete sich nach vorangegangenen Einzelaktionen eine erste vereinte Widerstandsbewegung mit Namen „Block Nr. 1“ beziehungsweise „Front A“, die sich aus Kommunisten, Sozialisten, „Bundisten“ und Zionisten zusammensetzte und später als „Block Nr. 2“ bezeichnet wurde. Sie gründete ein geheimes Archiv, das in einem Versteck außerhalb des Ghettos eingerichtet wurde und begann damit, zahlreiche Daten und Informationen über das Ghettoleben zu sammeln. Bemühungen, mit der polnischen Untergrundarmee zusammenzuarbeiten und von diesen mit Waffen ausgerüstet zu werden, blieben ohne Erfolg.

### „Aktion Reinhardt“

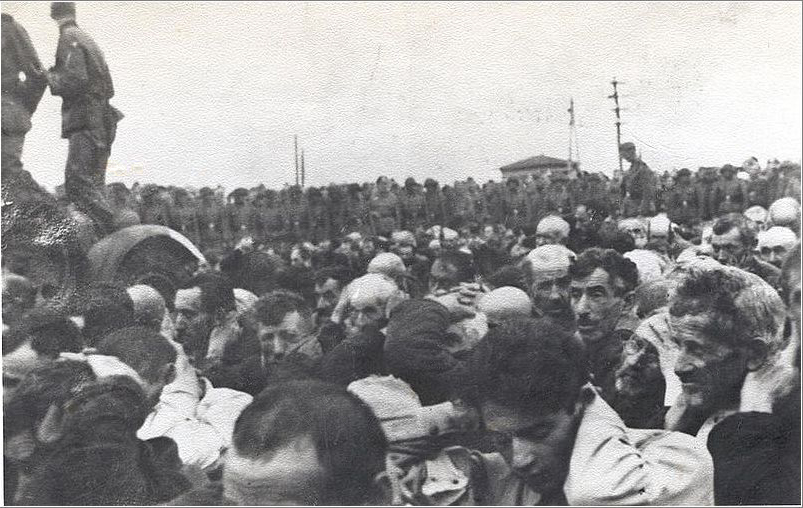
Juden aus Bialystok während der Liquidierung des Ghettos. Aufnahme eines deutschen Soldaten zwischen dem 15. und 20. August 1943

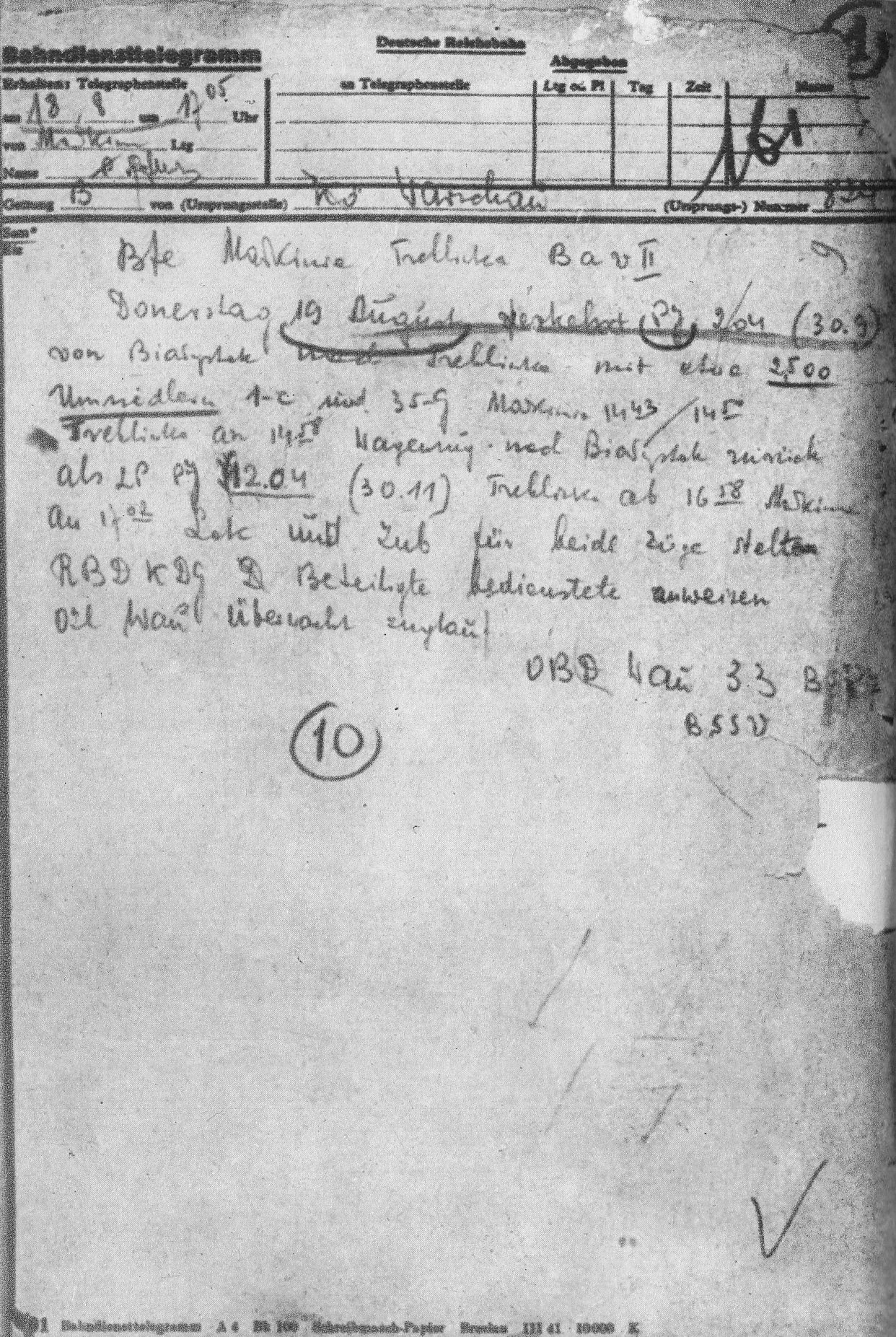
Telegramm der Generaldirektion der Ostbahn in Warschau vom 18. August 1943, in dem der Start eines Zuges (Symbol Pj 204) mit Juden aus dem Ghetto Bialystok nach Treblinka in 35 Güterwagen für den folgenden Tag, den 19. August 1943, angekündigt wird.

Zwischen dem 5. und 12. Februar 1943 wurden im Zuge der „Aktion Reinhardt“ in dem nun noch rund 40.000 Einwohner zählenden Ghetto 2.000 Menschen erschossen und 17.500 in die Vernichtungslager Treblinka und Auschwitz gebracht.
Im Sommer 1943 verfügte Himmler ungeachtet der lokalen Proteste und der Forderungen, das Lager aus ökonomischer Sicht aufrechtzuerhalten, die sofortige Liquidierung des Ghettos. In der Nacht vom 15. auf den 16. August 1943 umstellten SS-Einheiten, deutsche Polizei und ukrainische Hilfskräfte das Ghetto; die Bewohner wurden informiert, dass sie nach Lublin deportiert würden. Bei der Auflösung des Ghettos rief die vereinigte Widerstandsgruppe mit Mordechai Tenenbaum und Daniel Moszkowicz dazu auf, dem Evakuierungsbefehl nicht zu folgen. Sie versuchte vergeblich, die deutschen Linien zu durchbrechen; die Kampfhandlungen dauerten bis zum 20. August 1943.  Da die Widerständler nicht in der Lage waren, aus dem Ghetto zu fliehen, zogen sie sich in Bunker und Verstecke zurück, wo die meisten von ihnen nach und nach entdeckt und erschossen wurden.

### Deportationen
Im September 1941 wurden 4500 kranke, unausgebildete oder nicht arbeitsfähige Juden nach Pruzhany, einem Ort 100 km südöstlich von Bialystok, deportiert. Kaum jemand überlebte bis zur Auflösung dieses Ghettos im Januar 1943.
Die Deportationen begannen am 18. August 1943 und dauerten drei Tage. 7.600 Juden wurden nach Treblinka transportiert, weitere Tausende – die genaue Zahl ist unbekannt – nach Majdanek. Dort fand eine Selektion statt; Arbeitsfähige wurden nach Poniatowa, Bliżyn oder Auschwitz verbracht.
Am 23. August wurden mehr als 1.200 Kinder im Alter von 6 bis 15 Jahren – 400 von ihnen hatten im Konzentrationslager überlebt – weiter ins KZ Theresienstadt deportiert, wo viele starben. Die dort überlebenden Kinder wurden wenige Wochen später ins Konzentrationslager Auschwitz-Birkenau von dort weiter deportiert, wo sie zusammen mit den 53 Betreuern, die sie freiwillig begleiteten, am 5. Oktober 1943 in den Gaskammern ermordet wurden. In Berichten über deren Schicksal heißt daher die Überschrift von den Bialystok-Kindern.

### Das „kleine Ghetto“
In Białystok selbst wurde zunächst ein „kleines Ghetto“ mit 2.000 verbliebenen Juden aufrechterhalten, das nach drei Wochen ebenfalls aufgelöst wurde und dessen Einwohner ins KZ Majdanek geschickt wurden, wo sie im Rahmen der Aktion Erntefest ermordet wurden.

### Ende des Ghettos
Am Ende des Zweiten Weltkrieges hatten 300 bis 400 Białystoker Juden entweder als Partisanen oder in den Arbeitslagern überlebt.
Als sich 1998 vier Schüler im Rahmen eines Geschichtswettbewerbs entschieden, in Białystok die Geschichte des Ghettos und der Białystoker Juden vom Juli 1941 bis August 1943 zu rekonstruieren, ermittelten sie in der Stadt mit heute rund 300.000 Einwohnern nur noch zwei ansässige Juden.

### Geheimes Archiv
In Bialystok initiierte Mordechai Tenenbaum nach dem Vorbild aus dem Warschauer Ghetto ein geheimes Archiv. Diese Dokumente befinden sich heute in Israel und Polen.

## Film
- Ingrid Strobl: „Mir zeynen do“ – Der Ghettoaufstand und die Partisan/inn/en von Bialystok. Dokumentarfilm, 90 Minuten, Köln (KAOS-Film) 1992, produziert im Auftrag des WDR.[8]